# Orly
Pour les articles homonymes, voir Orly (homonymie).
Orly est une commune française de la banlieue sud de Paris située dans le département du Val-de-Marne en région Île-de-France.
Une partie de son territoire est occupée par l'aéroport de Paris-Orly.
Le siège et les centres de formation et d’entraînement du Paris FC sont également situés sur la commune.

## Géographie

### Localisation

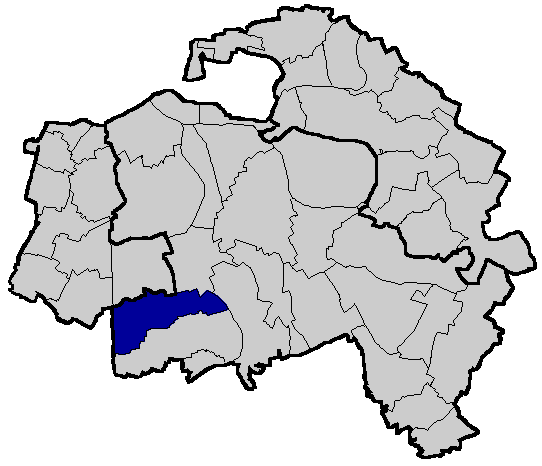
Localisation d'Orly dans le Val-de-Marne.

Située en Hurepoix, à 9 km au sud de Paris, le territoire de la commune d’Orly s’étire perpendiculairement à la rive droite de la Seine et s’étend à la fois sur la plaine alluviale à l’est, le coteau du plateau de Longboyau et le plateau lui-même à l'est, partiellement occupé par les terrains de l’aéroport.
| Rungis              | Thiais, Choisy-le-Roi | Villeneuve-Saint-Georges |
| Paray-Vieille-Poste | Orly                  | Villeneuve-Saint-Georges |
| Paray-Vieille-Poste | Villeneuve-le-Roi     | Villeneuve-Saint-Georges |

### Climat
Pour des articles plus généraux, voir Climat de l'Île-de-France et Climat du Val-de-Marne.
En 2010, le climat de la commune est de type climat océanique dégradé des plaines du Centre et du Nord, selon une étude du CNRS s'appuyant sur une série de données couvrant la période 1971-2000. En 2020, Météo-France publie une typologie des climats de la France métropolitaine dans laquelle la commune est exposée à un climat océanique altéré et est dans la région climatique Sud-ouest du bassin Parisien, caractérisée par une faible pluviométrie, notamment au printemps (120 à 150 mm) et un hiver froid (3,5 °C).
Pour la période 1971-2000, la température annuelle moyenne est de 11,9 °C, avec une amplitude thermique annuelle de 15,5 °C. Le cumul annuel moyen de précipitations est de 646 mm, avec 10,4 jours de précipitations en janvier et 7,7 jours en juillet. Pour la période 1991-2020, la température moyenne annuelle observée sur la station météorologique la plus proche, située sur la commune de Choisy-le-Roi à 3 km à vol d'oiseau, est de 12,7 °C et le cumul annuel moyen de précipitations est de 607,2 mm,. Pour l'avenir, les paramètres climatiques de la commune estimés pour 2050 selon différents scénarios d'émission de gaz à effet de serre sont consultables sur un site dédié publié par Météo-France en novembre 2022.
| Mois                                  | jan.             | fév.            | mars          | avril         | mai           | juin          | jui.          | août           | sep.          | oct.          | nov.          | déc.          | année      |
| ------------------------------------- | ---------------- | --------------- | ------------- | ------------- | ------------- | ------------- | ------------- | -------------- | ------------- | ------------- | ------------- | ------------- | ---------- |
| Température minimale moyenne (°C)     | 2,8              | 2,7             | 4,8           | 7,3           | 10,7          | 13,9          | 15,8          | 15,6           | 12,5          | 9,2           | 5,6           | 3,3           | 8,7        |
| Température moyenne (°C)              | 5,3              | 5,8             | 8,8           | 12,1          | 15,6          | 18,9          | 21            | 20,9           | 17,2          | 12,9          | 8,4           | 5,7           | 12,7       |
| Température maximale moyenne (°C)     | 7,7              | 8,9             | 12,8          | 16,9          | 20,5          | 23,8          | 26,2          | 26,2           | 21,9          | 16,6          | 11,1          | 8,1           | 16,7       |
| Record de froid (°C) date du record   | −11,5 01.01.1997 | −9,5 07.02.1991 | −7 02.03.05   | −1 14.04.19   | 1 07.05.1997  | 6 07.06.05    | 8 11.07.1993  | 7,5 28.08.1998 | 4 30.09.1995  | −1 24.10.03   | −7 24.11.1998 | −8 31.12.1996 | −11,5 1997 |
| Record de chaleur (°C) date du record | 16 12.01.04      | 21,2 27.02.19   | 26,2 31.03.21 | 29,6 18.04.18 | 33,3 27.05.05 | 37,5 27.06.11 | 41,7 25.07.19 | 40,5 12.08.03  | 35,3 14.09.20 | 28,9 03.10.11 | 21 08.11.15   | 17 16.12.1989 | 41,7 2019  |
| Précipitations (mm)                   | 49,5             | 43,3            | 43,3          | 44,7          | 58,6          | 54,5          | 53            | 52,5           | 43,2          | 51,6          | 52,7          | 60,3          | 607,2      |

## Urbanisme

### Typologie
Au 1er janvier 2024, Orly est catégorisée grand centre urbain, selon la nouvelle grille communale de densité à sept niveaux définie par l'Insee en 2022.
Elle appartient à l'unité urbaine de Paris, une agglomération inter-départementale regroupant 407  communes, dont elle est une commune de la banlieue,,. Par ailleurs la commune fait partie de l'aire d'attraction de Paris, dont elle est une commune du pôle principal,. Cette aire regroupe 1 929 communes,.

### Morphologie urbaine
(décembre 2011).
Si vous disposez d'ouvrages ou d'articles de référence ou si vous connaissez des sites web de qualité traitant du thème abordé ici, merci de compléter l'article en donnant les références utiles à sa vérifiabilité et en les liant à la section « Notes et références ».
Orly compte de nombreux quartiers :

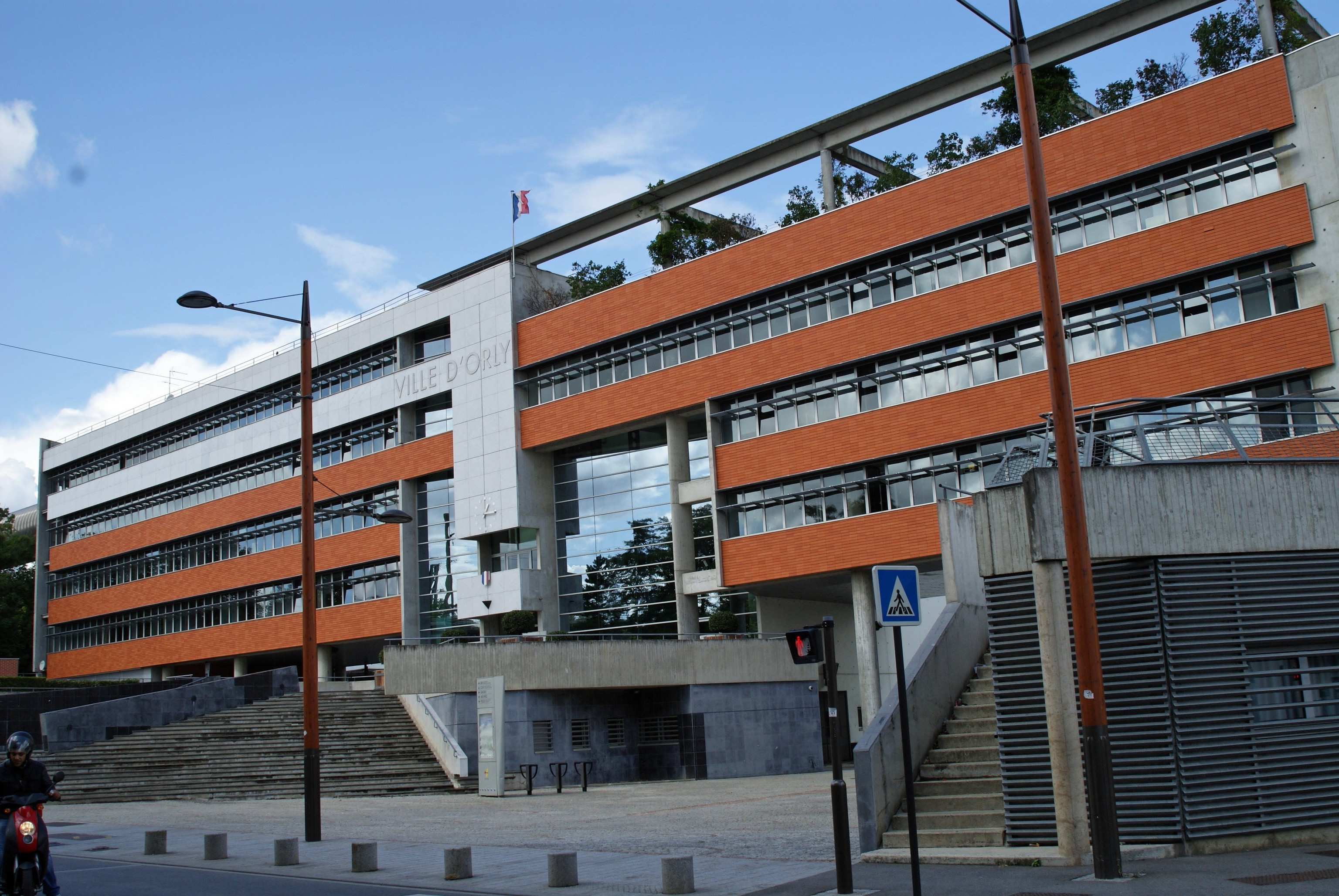
La mairie.

- Le Vieil Orly, centre ancien de la ville.
- Georges Méliès, quartier pavillonnaire situé à l'ouest du centre ancien, entre celui-ci et l'aéroport.
- Cité Jardin, quartier pavillonnaire isolé à l'extrême ouest de la commune, coincé entre l'aéroport au sud et la zone d'activités du SENIA à l'est.
- Le SENIA, zone d'activité située au nord-ouest de la commune.
- Les Chaudronniers, zone d'activité située au sud-ouest de la commune, à proximité directe de l'aéroport.
- Le Clos Pantin, zone d'activité située à l'ouest de la commune, à proximité directe de l'aéroport. Une partie de ce quartier est à l'état de friche urbaine, en cours de renouvellement.
- Les Sentiers, quartier pavillonnaire situé au nord du centre ancien et à l'ouest du quartier de Grignon.
- Grignon, quartier pavillonnaire situé au nord de la commune, à l'ouest du quartier de la Pierre au Prêtre qui marque le début du grand ensemble.
- Le Parc de la Cloche, quartier pavillonnaire situé au sud du centre ancien et à proximité de la gare Orly-Ville.
- Le Fer à Cheval, quartier à dominante d'habitat collectif situé au sud de la commune, autour de la place Gaston Viens. À l'ouest de ce quartier se situe la gare Orly-Ville et à l'est se situe la gare Orly-les-Saules.
- Le Bas Clos, quartier pavillonnaire situé à l'est du centre ancien.
- La Pierre au Prêtre, quartier faisant partie de l'ancien grand ensemble d'Orly. Ce quartier est à dominante d'habitat collectif et est classé en ZFU. C'est une zone sensible du grand ensemble et est actuellement en rénovation. Il est situé au centre-est de la commune. Le quartier est partagé en plusieurs secteurs : Alfred de Musset, Molière et le Noyer Grenot. La Pierre au Prêtre constitue un ensemble de 1 138 logements sociaux.
- Les Hautes Bornes, quartier faisant partie du grand ensemble d'Orly. C'est un quartier à dominante d'habitat collectif et est classé en ZFU. Il est situé au nord-est de la commune.
- Calmette, quartier faisant partie du grand ensemble d'Orly. C'est un quartier à dominante d'habitat collectif et est classé en ZFU. Il est situé à l'est de la commune.
- Les Tilleuls, quartier faisant partie du grand ensemble d'Orly. C'est un quartier à dominante d'habitat collectif et est classé en ZFU. Il est situé à l'est de la commune. Les Tilleuls forment une petite cité de 309 logements sociaux.

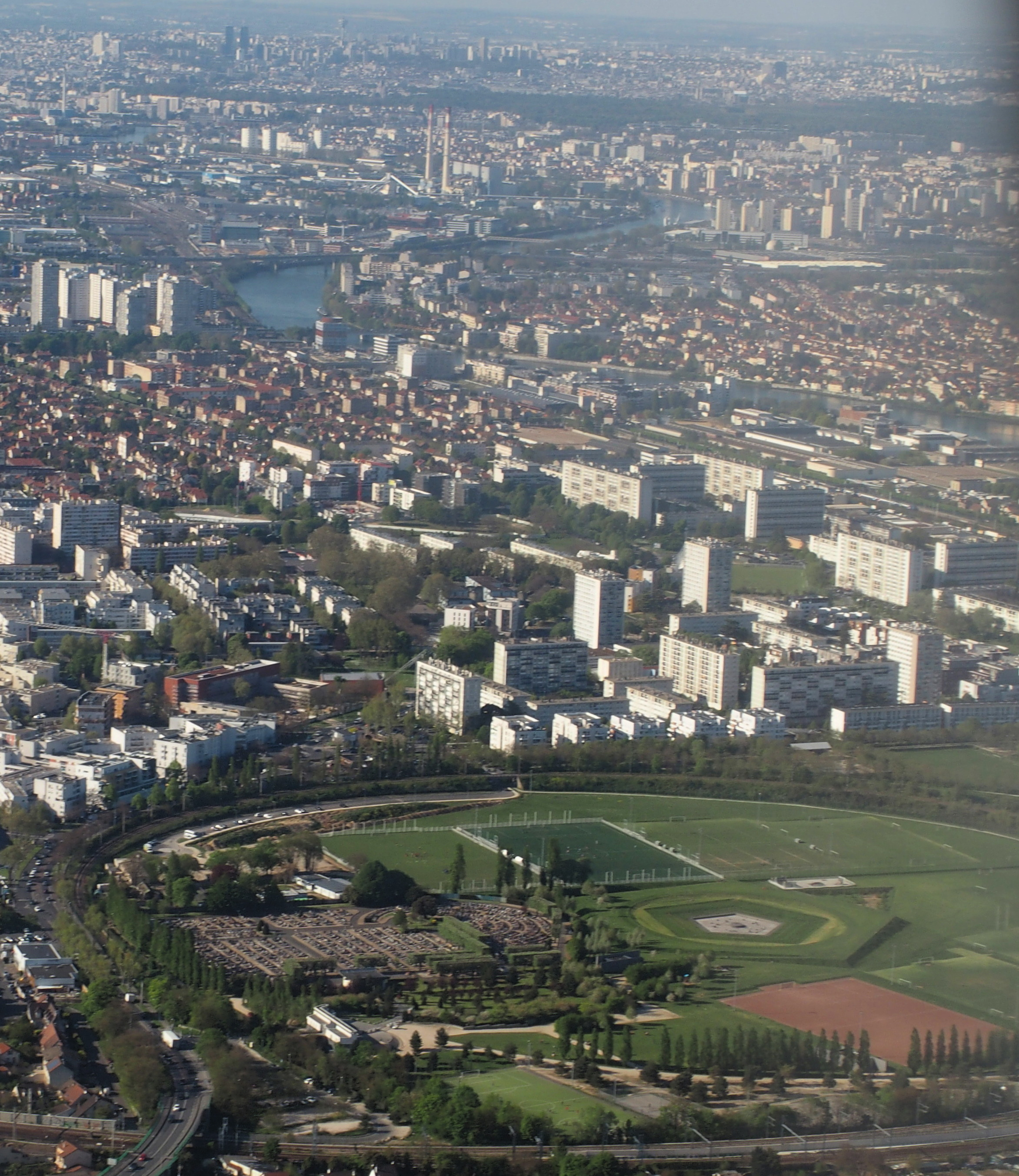
Vue aérienne des quartiers est de la ville devant le parc intercommunal des sports du Grand-Godet.

- Vue aérienne des quartiers est de la ville devant le parc intercommunal des sports du Grand-Godet.Les Aviateurs, quartier faisant partie du grand ensemble d'Orly. C'est un quartier à dominante d'habitat collectif et est classé en ZFU. C'est la zone la plus sensible du grand ensemble et est actuellement en rénovation. Il est situé à l'est de la commune. Le quartier est partagé en plusieurs secteurs : Hélène Boucher, Saint-Exupéry et la Demi-Lune. Les Aviateurs constituent un ensemble de 1 564 logements sociaux.
- Les Navigateurs, quartier faisant partie du grand ensemble d'Orly. C'est un quartier à dominante d'habitat collectif et est classé en ZFU. C'est une zone sensible du grand ensemble et est actuellement en réhabilitation. Il est situé au nord-est de la commune et est partagé entre Choisy-le-Roi (Jacques-Cartier) et Orly (Christophe-Colomb). Les Navigateurs constituent un ensemble de 1 334 logements sociaux (environ 50 % sur Choisy-le-Roi et 50 % sur Orly).
- Les Cosmonautes, zone d'activité située au nord-est de la commune, à proximité directe du grand ensemble.
- La Sablière, quartier faisant partie du grand ensemble d'Orly. C'est un quartier à dominante d'habitat collectif. Il est situé à l'est de la commune, à proximité de la gare Orly-les Saules. La Sablière est une petite cité constituée de 209 logements sociaux.
- Les bords de Seine, quartier en friche urbaine situé à l'extrême est de la commune. Actuellement en renouvellement[14].
- L'aéroport, plateforme aéroportuaire, située à l'extrême ouest de la commune.

### Habitat et logement
En 2019, le nombre total de logements dans la commune était de 9 946, alors qu'il était de 9 140 en 2014 et de 8 665 en 2009.
Parmi ces logements, 94,7 % étaient des résidences principales, 0,8 % des résidences secondaires et 4,6 % des logements vacants. Ces logements étaient pour 18,3 % d'entre eux des maisons individuelles et pour 80,4 % des appartements.
Le tableau ci-dessous présente la typologie des logements à Orly en 2019 en comparaison avec celle du Val-de-Marne et de la France entière. Une caractéristique marquante du parc de logements est ainsi une proportion de résidences secondaires et logements occasionnels (0,8 %) inférieure à celle du département (1,8 %) mais supérieure à celle de la France entière (9,7 %). Concernant le statut d'occupation de ces logements, 32,5 % des habitants de la commune sont propriétaires de leur logement (34,1 % en 2014), contre 45,1 % pour le Val-de-Marne et 57,5 pour la France entière.
| Typologie                                               | Orly | Val-de-Marne | France entière |
| ------------------------------------------------------- | ---- | ------------ | -------------- |
| Résidences principales (en %)                           | 94,7 | 92,4         | 82,1           |
| Résidences secondaires et logements occasionnels (en %) | 0,8  | 1,8          | 9,7            |
| Logements vacants (en %)                                | 4,6  | 5,7          | 8,2            |

### Voies de communication et transports

#### Transports en commun
La commune est desservie par deux gares du RER C : Les Saules et Orly - Ville. À proximité, la gare Pont de Rungis - Aéroport d'Orly est située à Thiais.
La commune est desservie par la ligne 14 du métro, à la station Thiais-Orly (en limite de Thiais).
La ville est desservie par la ligne 7 du tramway d'Île-de-France, qui relie Villejuif à Athis-Mons et dessert l'aéroport d'Orly, dont deux stations sont situées sur le territoire de la commune : Caroline Aigle et Cœur d'Orly. Elle est également desservie par la ligne 9 du tramway d'Île-de-France, qui la relie à Porte de Choisy. Trois stations dont un terminus sont situées sur le territoire de la commune : Christophe Colomb, Les Saules et Orly - Gaston Viens.
Quatre lignes de bus relient Orly aux communes limitrophes, via les réseaux de bus de l'Île-de-France :
- les lignes de bus 183 et 396 du réseau de bus RATP ;
- et les lignes de bus 482 et 483 du réseau de bus Seine Grand Orly.

La nuit, la commune est desservie par les lignes Noctilien N22, N31 et N133.

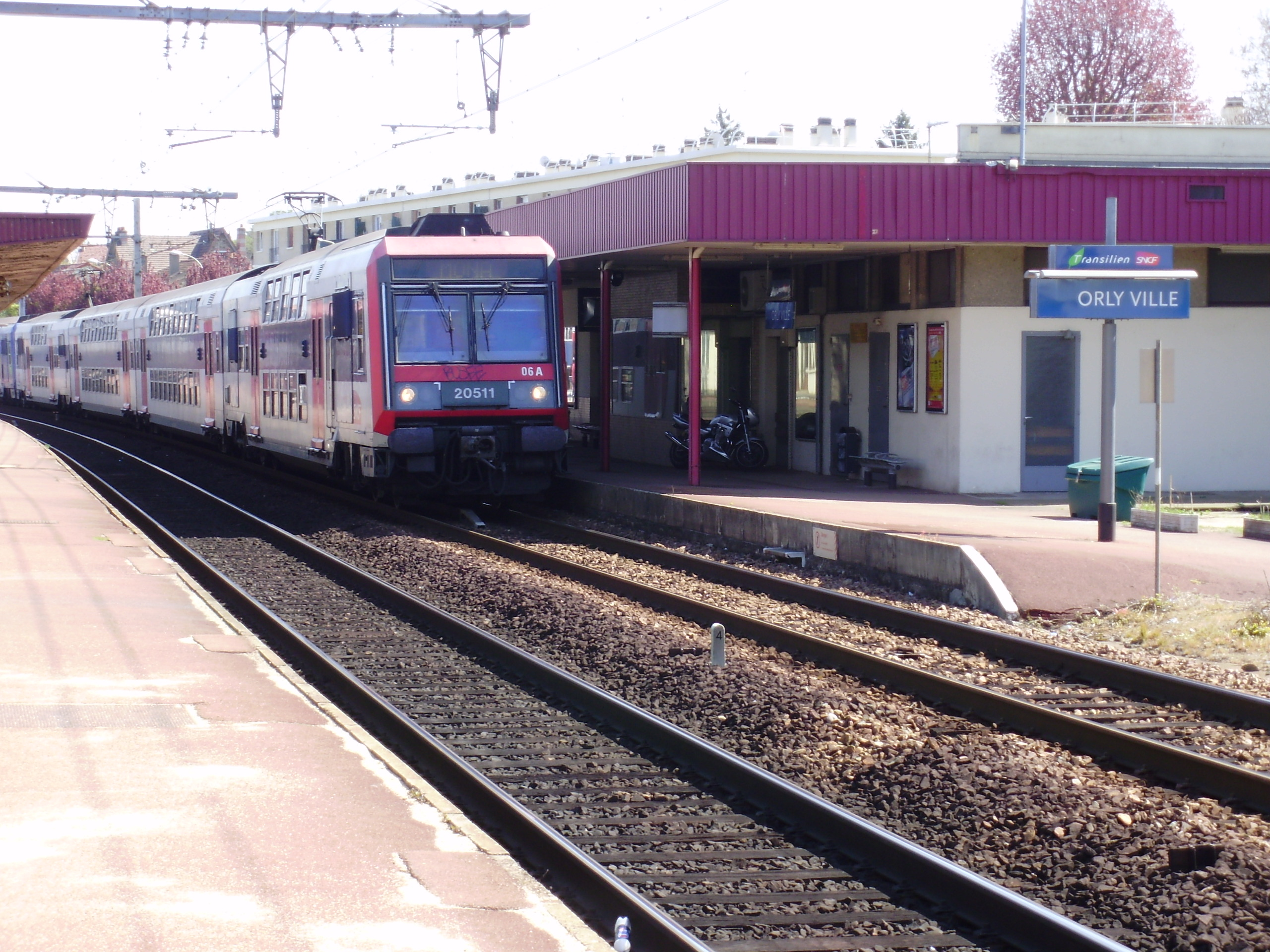
La gare d'Orly-Ville
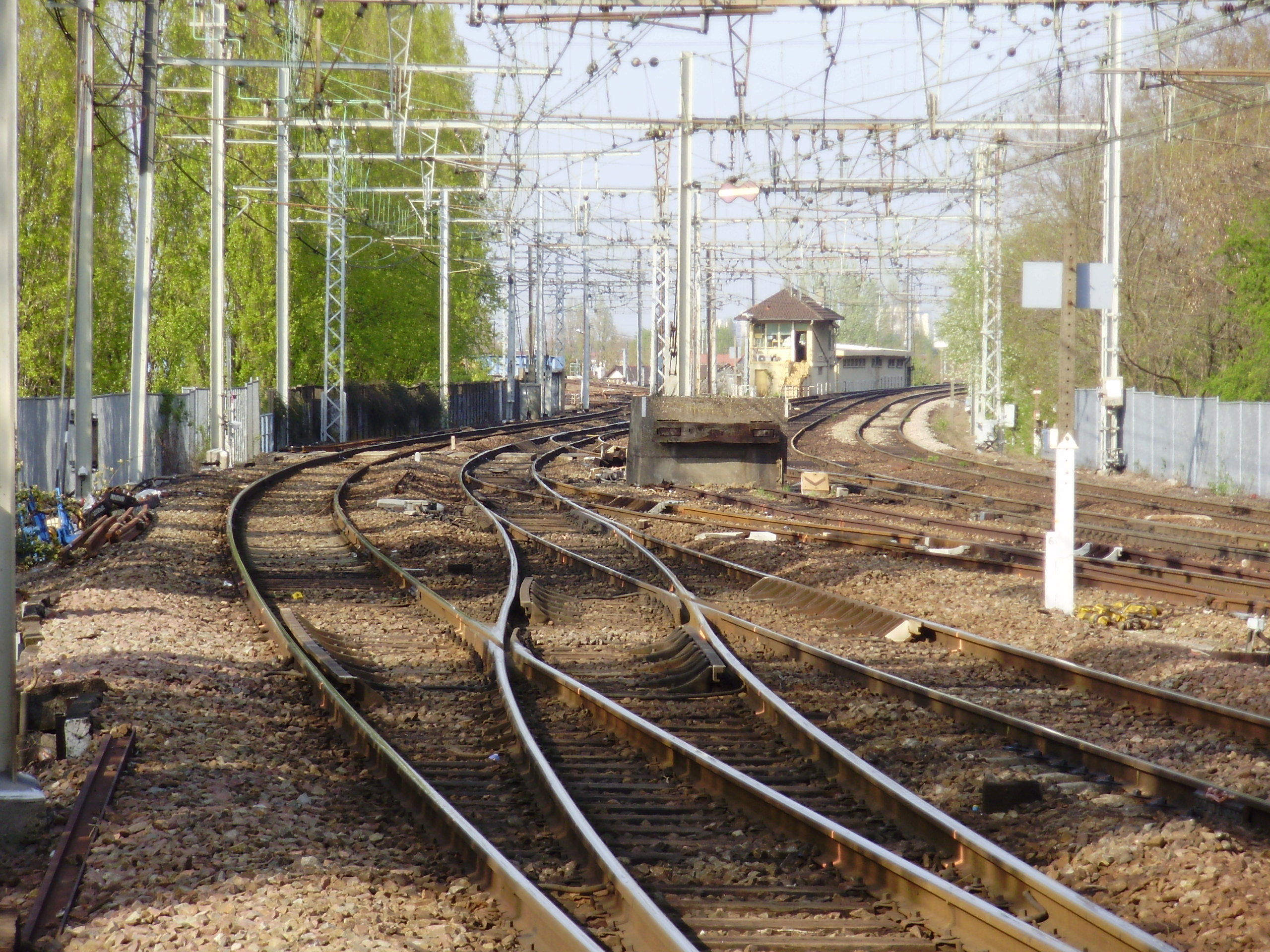
La gare des Saules
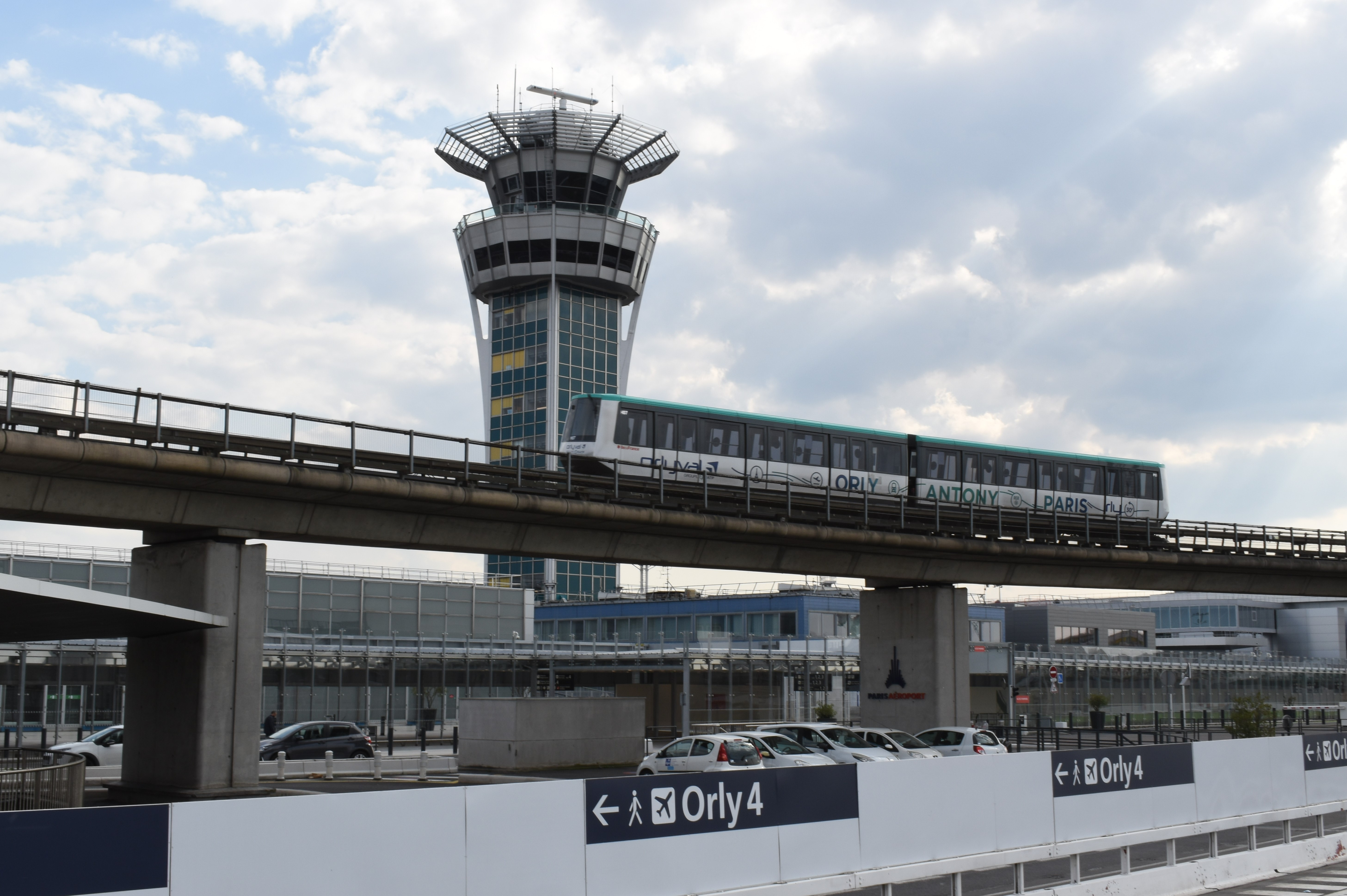
Orlyval devant la tour de contrôle de l'aéroport.
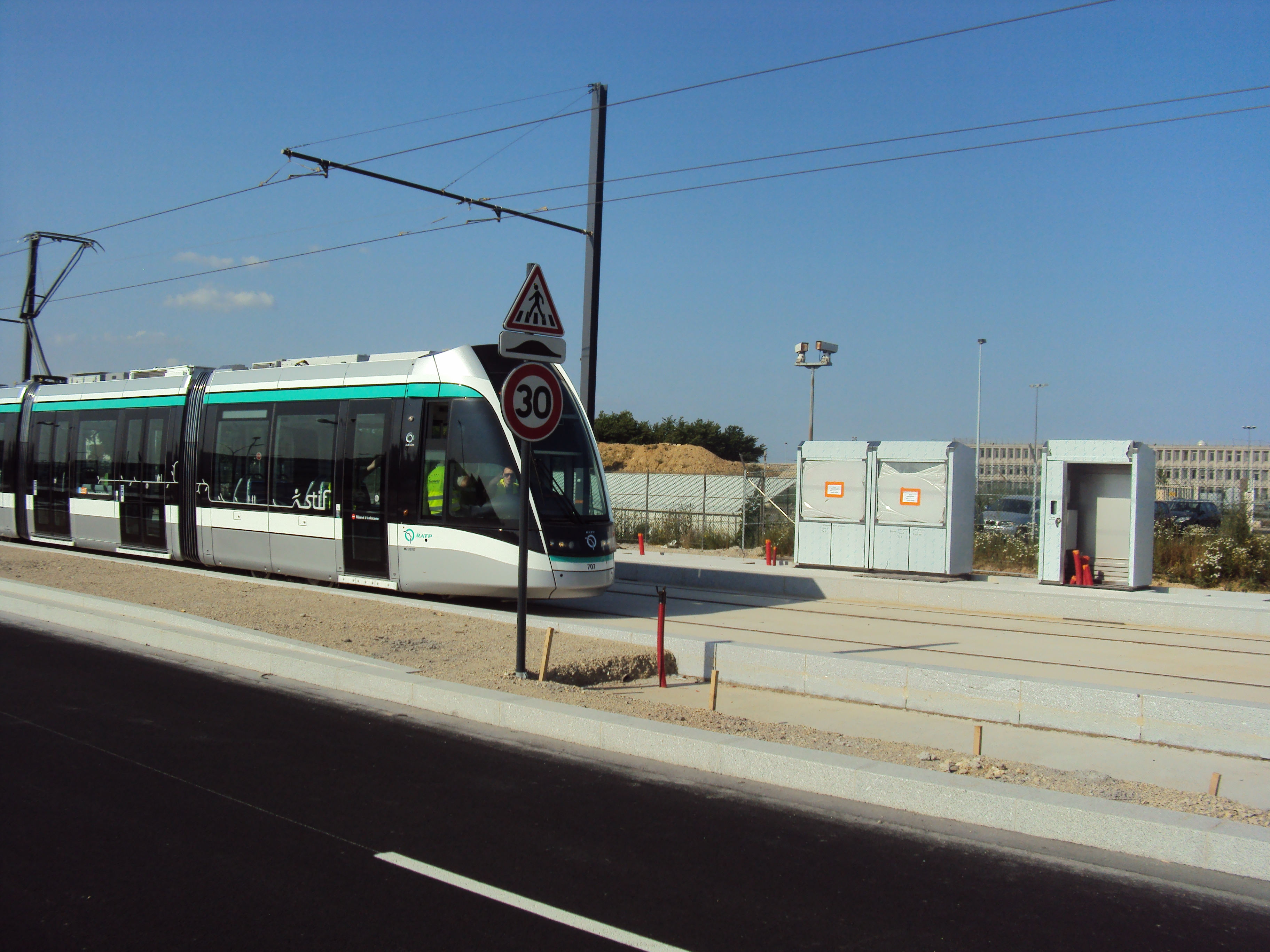
Tramway T7 en essais.

## Toponymie

### Orly
Les trois premières mentions écrites sont :
- 774 Aureliacum (D_K_I no. 193)
- 829 Aureliacum (Cart. Gén. de Paris, Tome 1, no. 035)
- 851 Aureliacum (D_Ch_II no. 137)

Le nom d’Orly est rendu en latin par Aureliacus en 851, Aureliacum dans les documents des IXe et Xe siècles. On trouve aussi Orleium au XIe siècle, Orliaco en 1201, époque à laquelle on écrit, désormais en ancien français non latinisé, Orli. Il dérive de façon tout à fait régulière du gallo-romain Aureliacum, c'est-à-dire « domaine d'Aurélius ». Il s'agit d'une formation toponymique basé sur le nom de personne Aurelius, suivi du suffixe d'origine gauloise -acum, marquant la localisation et la propriété. En Auvergne, le même toponyme gallo-romain Aureliacum a donné Aurillac.

### Grignon
Le hameau de Grignon, aujourd’hui partagé entre Thiais et Orly, est cité sous la forme Griniacus, Grisniacum à la fin du XIIe siècle. Grignon est un toponyme roman tardif, dont le radical Grigne, d’origine germanique, signifie une inégalité de terrain difficile à briser par la charrue, dans une terre forte. Au XVe siècle, on trouve la mention d’un lieu-dit Vaugriffier où des parcelles primitivement bâties avaient été mises en vigne. Au XIVe siècle, on y trouve Jean le Bouchier dit de Vaugriffier. Peut-être ce nom désignait-il Grignon.[réf. nécessaire]

## Histoire

### Préhistoire et antiquité
Un certain nombre d’outils, néolithiques dans leur grande majorité, quelques-uns peut-être paléolithiques, ont été trouvés à plusieurs reprises, et des fosses néolithiques ont été perçues dans les sablières, à la fin du XIXe siècle, au lieu-dit les Hautes Bornes, site toujours mentionné par erreur à Choisy-le-Roi.
Des découvertes ponctuelles eurent lieu dans les dites sablières à la fin du XIXe siècle puis au début du XXe siècle, vers les Hautes Bornes, mais aussi aux Grands Vœux et au Trou d’Enfer, jalonnant un ancien chemin d’Ablon dit Haut Chemin, Butte du Trou d’Enfer, dont le pavage antique est apparu.
Il semble que cette voie soit environnée, sur une longueur de cinq ou six cents mètres, d’une nécropole dont une partie date de la Tène, l’autre de la période gallo-romaine, avec des incinérations probables et également des sarcophages de basse époque, dont certains peut-être mérovingiens.
Le toponyme Les Hautes Bornes semble en relation avec la voirie antique, celui du Trou d’Enfer est probablement en rapport avec les sépultures de l’endroit, non chrétiennes et à ce titre diabolisées dans les traditions populaires.
Dans les années 1960, des vestiges apparemment antiques auraient été aperçus dans le centre-ville, et d’autre repérés à l’ouest, en bordure de l’aérodrome, au lieu-dit le Clos Pantin.

### Moyen Âge et époque moderne
Une église est mentionnée fin Xe siècle.
Début IXe siècle, le domaine puis le village d’Orly sont la possession du chapitre de Notre-Dame de Paris.
Sous Inchadus (810-831), successeur d'Erchanrade Ier, eut lieu le 6 juin 829 le huitième concile de Paris où il fut décidé qu'Orly dépendrait de Saint-Germain-des-Prés.
Un moulin est mentionné au début du XIIe siècle, le four et le pressoir au XIIIe siècle.
Aux alentours de 1250, les chanoines de Notre-Dame-de-Paris décidèrent de lever la taille sur leurs terres d’Orly.
Les habitants, dont beaucoup étaient serfs, refusèrent le paiement de cet impôt. Seize d’entre eux furent arrêtés, puis le 13 juin 1251, mis en liberté provisoire après avoir promis, sous peine d’une amende de cent livres et sous cautions, de se rendre le 18 août suivant en la prison du chapitre. Aidés des paysans alentour, ils en appelèrent à la reine régente, Blanche de Castille.
Les chanoines refusèrent de permettre à la cour royale de se faire juges entre eux et leurs serfs. Selon les Grandes Chroniques : « les chanoines répondirent qu’à lui (la reine) n’affairait pas de connaître de leur sers et de leurs vilains, lesquels ils peuvent prendre, ou ocire, ou faire tel justice comme ils voudraient. Portant comme plainte en fut faite devant la reine, les chanoines emprisonnèrent leurs femmes et leurs enfants ; et furent à si grand méseise de la chaleur qu’ils avoient les uns des autres que plusieurs en furent mors. »
Blanche de Castille, accompagnée des deux prévôts de Paris, du châtelain du Louvre, de chevaliers de l’hôtel et d’hommes d’armes se rendit au cloître des chanoines, au nord de la cathédrale. À la suite de ce passage, les serfs furent mystérieusement délivrés. L’arbitrage de trois évêques fut requis en novembre 1252.
Les serfs d’Orly furent affranchis à la suite de l’acte de manumission signé en mai 1263 stipulant « qu’ils ne jouiront en aucune manière de cette liberté jusqu’à ce qu’ils aient payé intégralement au Chapitre 4 000 livres ».
Durant la guerre de Cent Ans, en 1360, Orly soutint un siège opiniâtre, les Anglais montent à l’assaut du village, tuant de nombreux habitants. 45 % de la population masculine adulte disparaît. De cette époque la tour de l'église d'Orly est restée écrasée.

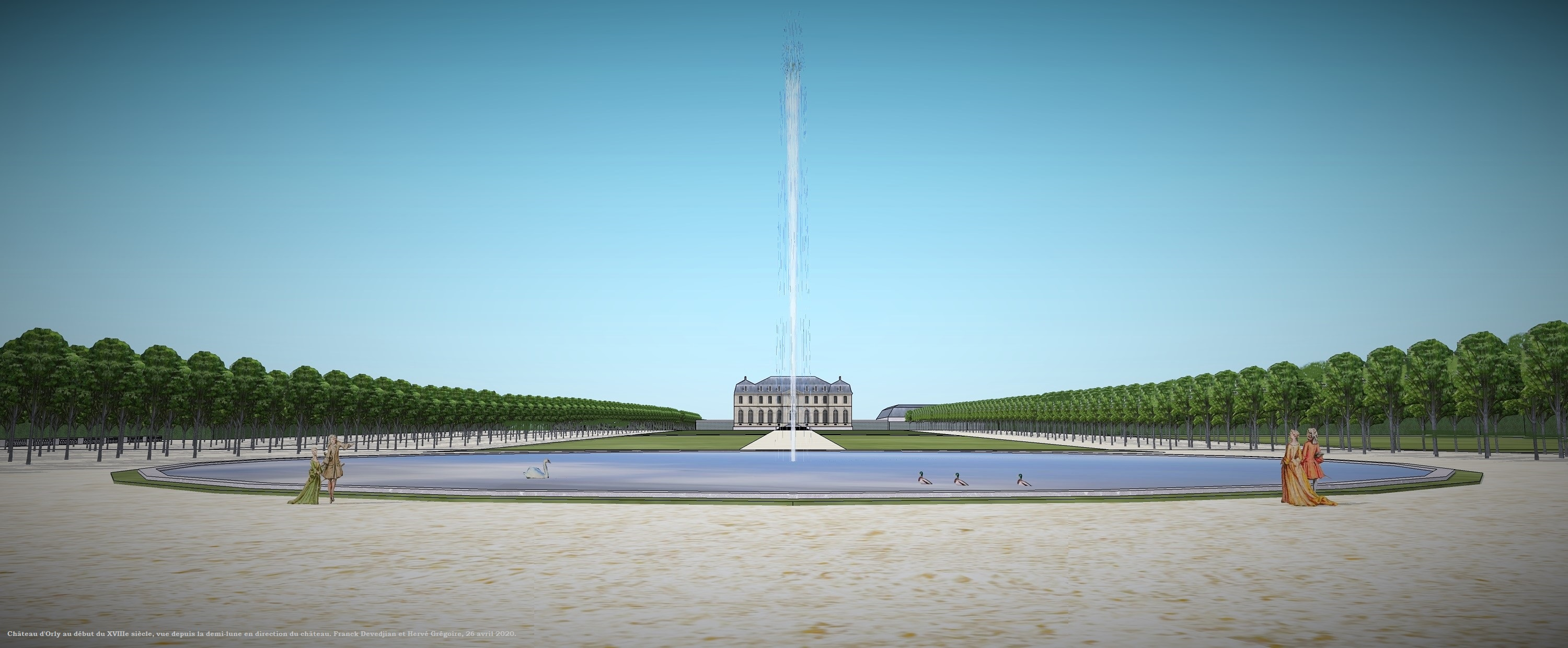
Le château d'Orly au début du XVIIIe siècle, vue d'artiste depuis la demi-lune sur le château.

En 1697, M. Ogier, y fit bâtir un château, ses héritiers le vendirent, en 1755, au maréchal de Coigny. Henri Lefèvre d'Ormesson en devint possesseur, et en 1804, il fut vendu comme propriété nationale.

### Époque contemporaine
En 1791, les Orlysiens (au nombre de 600) accueillent avec enthousiasme la nouvelle constitution.
Durant la seconde moitié du XIXe siècle, la ville moderne voit la création du bureau des postes et des télégraphes, des deux premières écoles de garçons et filles, de l’écurie pour le cheval de la commune, de la remise pour le tombereau et de la pompe à incendie.
Un service de transports publics est organisé. La construction de la première mairie, place de l’église, est entreprise.
Pendant la Première Guerre mondiale, le château d'Orly devient l'hôpital complémentaire dépendant de l'hôpital militaire de Versailles (HCVR) no 70.
Entre 1910 et 1938 sont édifiés des centaines de pavillons et la population s'accroit : 982 en 1896 et 4 000 habitants en 1940. Parallèlement, le plateau d’Orly devient champ d’aviation réservé dans un premier temps aux exploits pionniers, puis aéroport mondial en 1945.
Depuis 1935, d’un point de vue politique, la municipalité, socialiste et communiste, restera d’union de gauche. Pendant la Seconde Guerre mondiale, de nombreux élus et responsables politiques locaux s’engageront dans la Résistance et seront victimes de la répression et de la déportation.
En 1956 débute la période de l’urbanisation sauvage : 24 000 nouveaux habitants s’installent en ville. Les champs de blé, de plantes médicinales et les vignes laissent ainsi place aux immeubles. Le petit village est devenu une véritable cité urbaine.
La période contemporaine donne lieu à la construction des équipements nécessaires pour « créer la ville » : collèges, écoles, gymnases, centres médicaux, centre culturel, centre équestre et implantation d’espaces verts protégés.
Au XXIe siècle, après l’installation de la nouvelle cité administrative et des nouveaux quartiers, la ville poursuit son développement avec pour perspective la reconquête des bords de Seine.

## Politique et administration

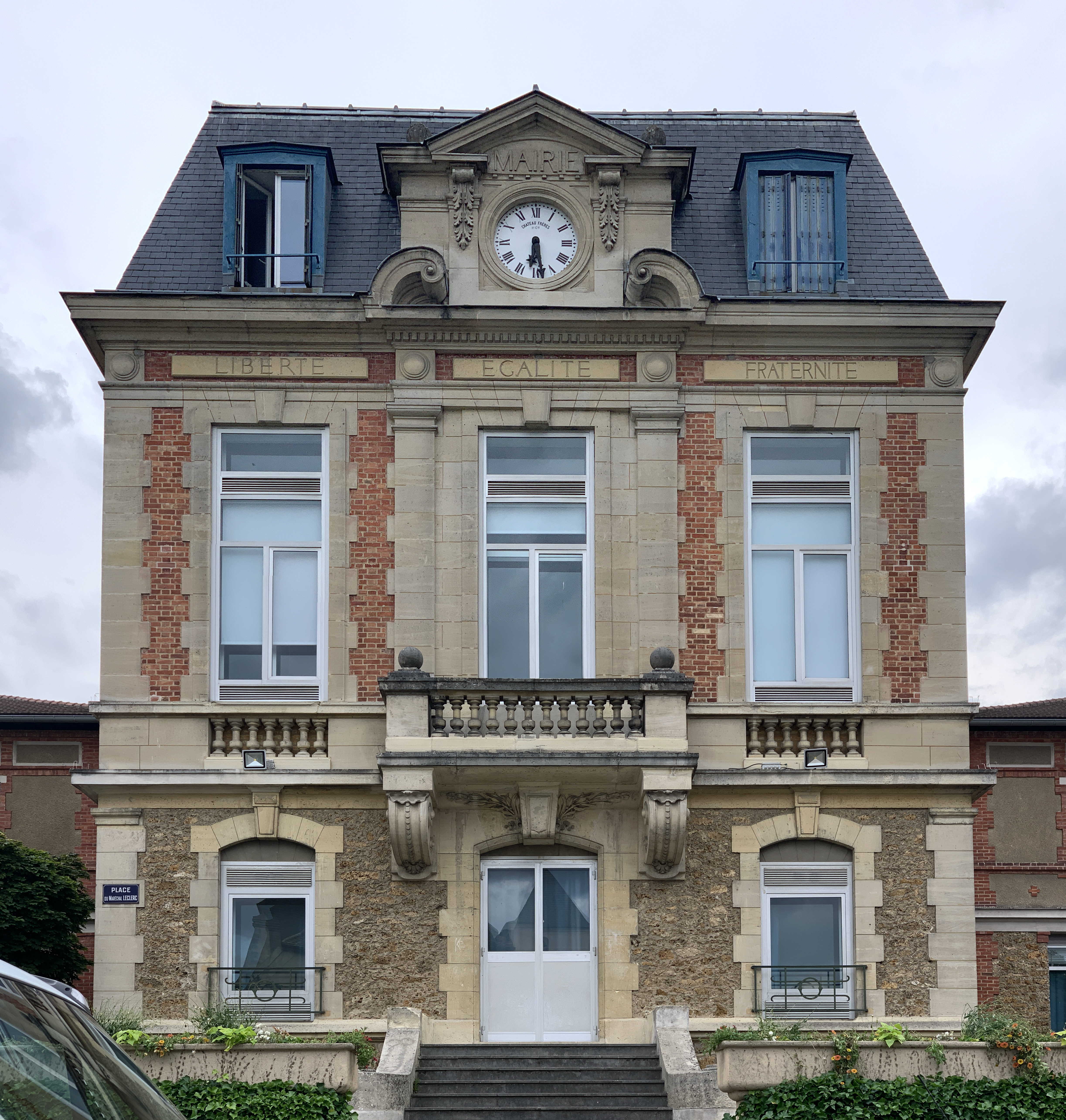
Ancienne mairie dans le vieil Orly.

### Rattachements administratifs et électoraux

#### Rattachements administratifs
Antérieurement à la loi du 10 juillet 1964, la commune faisait partie du département de Seine-et-Oise. La réorganisation de la région parisienne en 1964 fit que la commune appartient désormais au département du l'Val-de-Marne et son arrondissement de Créteilʼ après un transfert administratif effectif au 1er janvier 1968.
Elle faisait partie de 1801 à 1893 du canton de Villejuif, année où elle intègre le canton de Villejuif du département de la Seine. Lors de la mise en place du Val-de-Marne, elle devient en 1967 le chef-lieu du canton d'Orly. Dans le cadre du redécoupage cantonal de 2014 en France, cette circonscription administrative territoriale a disparu, et le canton n'est plus qu'une circonscription électorale.

#### Rattachements électoraux
Pour les élections départementales, la commune est depuis 2014 le bureau centralisateur d'un nouveau canton d'Orly constitué désormais de 3 communes.
Pour l'élection des députés, elle fait partie de la deuxième circonscription du Val-de-Marne.

### Intercommunalité
La commune n'était jusqu'alors membre d'aucune intercommunalité à fiscalité propre jusqu'en 2015.
Dans le cadre de la mise en œuvre de la volonté gouvernementale de favoriser le développement du centre de l'agglomération parisienne comme pôle mondial est créée, le 1er janvier 2016, la métropole du Grand Paris (MGP), dont la commune est membre.
La loi portant nouvelle organisation territoriale de la République du 7 août 2015 prévoit également la création de nouvelles structures administratives regroupant les communes membres de la métropole, constituées d'ensembles de plus de 300 000 habitants, et dotées de nombreuses compétences, les établissements publics territoriaux (EPT).
La commune a donc également été intégrée le 1er janvier 2016 à l'Établissement public territorial Grand-Orly Seine Bièvre.

### Tendances politiques et résultats
Lors du second tour des élections municipales de 2014 dans le Val-de-Marne, la liste PS-PCF-EELV menée par la maire sortante Christine Janodet obtient la majorité absolue des suffrages exprimés, avec 3 446 voix (58,17 %, 28 conseillers municipaux élus), devançant très largement celle DVG menée par  Brahim Messaci  qui a recueilli 2 477 voix (41,82 %, 7 conseillers municipaux élus).
Lors de ce scrutin, 43,56 % des électeurs se sont abstenus.
Lors du second tour des élections municipales de 2020 dans le Val-de-Marne, la liste DVG-PS-PCF-GE-PP menée par la maire sortante Christine Janodet obtient la majorité absolue des suffrages exprimés, avec 1 873 voix (51,13 %, 27 conseillers municipaux élus dont 1 métropolitain), devançant très largement celle formée par la fusion de 3 listes du 1er tour (menées respectivement par Brahim Messaci : DVG, Philippe Bouriachi : EÉLV-DVG et Florence Aït-Salah-Lecervoisier : LFI), qui a recueilli 1 307 voix (35,68 %, 6 conseillers municipaux élus).
La troisième liste,  	DVD-LR-UDI-SL, menée par Christophe Di Cicco, a recueilli 483 voix (13,18 %, 2 conseillers municipaux élus).
Lors ce scrutin, marqué par la pandémie de Covid-19 en France, 67,33 % des électeurs se sont abstenus.

### Liste des maires
Depuis la Libération, six maires se sont succédé à la tête de la commune.
| Période       | Période      | Identité               | Étiquette        | Qualité |
| ------------- | ------------ | ---------------------- | ---------------- | --- |
| novembre 1944 | mai 1945     | André Gouy             | SE               | Médecin, résistant FFI et CDLL Président du Comité local de libération                                                                                          |
| mai 1945      | octobre 1947 | François Boidron       | PCF              | Cheminot |
| octobre 1947  | février 1955 | Henri Flament          | SFIO             | Sous-chef de bureau à la Caisse des dépôts Démissionnaire |
| février 1955  | mars 1965    | François Boidron       | PCF              | Cheminot Conseiller général de la Seine (47e secteur) (1959 → 1967)                                                                                             |
| mars 1965     | mars 2009,   | Gaston Viens,          | PCF puis ADS-CAP | Ancien permanent politique, résistant déporté Conseiller général d'Orly (1967 → 2001) Président du conseil général du Val-de-Marne (1967 → 1970) Démissionnaire |
| mars 2009     | mars 2023    | Christine Janodet      | DVG              | Cadre Conseillère générale puis départementale d'Orly (2008 → 2023) Démissionnaire en janvier 2023                                                              |
| mars 2023     | En cours     | Imène Souid-Ben Cheikh | DVG              | Cadre de la fonction publique, ancienne adjointe Conseillère départementale d'Orly (2023 → ) Vice-présidente de l'EPT Grand-Orly Seine Bièvre                   |

### Distinctions et labels
La commune, dont l'action en matière de fleurissement avait été reconnue par une fleur au concours des villes et villages fleuris en 2015, bénéficie d'une seconde fleur au concours de 2018.

### Politique environnementale
En 2017, la Ville a élaboré un projet territorial de développement durable : un agenda 21 local, qui prévoit notamment la limitation de  l’utilisation de produits phytosanitaires dans les espaces verts communaux dans une logique de développement durable et de préservation de la biodiversité, avec par exemple l’utilisation d'eau pluviale pour nettoyer les rues de la commune.

### Jumelages
| Ville | Ville                 | Pays | Pays     | Période     |
| ----- | --------------------- | ---- | -------- | ----------- |
|       | Campi Bisenzio        |      | Italie   | depuis 1980 |
|       | Drobeta-Turnu Severin |      | Roumanie | depuis 2000 |
|       | Kline                 |      | Russie   | depuis 1979 |
|       | Pointe-à-Pitre        |      | France   | depuis 1973 |

## Population et société

### Démographie
L'évolution du nombre d'habitants est connue à travers les recensements de la population effectués dans la commune depuis 1793. Pour les communes de plus de 10 000 habitants les recensements ont lieu chaque année à la suite d'une enquête par sondage auprès d'un échantillon d'adresses représentant 8 % de leurs logements, contrairement aux autres communes qui ont un recensement réel tous les cinq ans,.

En 2022, la commune comptait 24 488 habitants, en évolution de +4,75 % par rapport à 2016 (Val-de-Marne : +3 %, France hors Mayotte : +2,11 %).
| 1793 | 1800 | 1806 | 1821 | 1831 | 1836 | 1841 | 1846 | 1851 |
| ---- | ---- | ---- | ---- | ---- | ---- | ---- | ---- | ---- |
| 441  | 508  | 650  | 511  | 553  | 558  | 581  | 542  | 570  |

| 1856 | 1861 | 1866 | 1872 | 1876 | 1881 | 1886 | 1891 | 1896 |
| ---- | ---- | ---- | ---- | ---- | ---- | ---- | ---- | ---- |
| 588  | 659  | 755  | 704  | 689  | 666  | 818  | 839  | 882  |

| 1901 | 1906 | 1911 | 1921  | 1926  | 1931  | 1936  | 1946  | 1954  |
| ---- | ---- | ---- | ----- | ----- | ----- | ----- | ----- | ----- |
| 856  | 817  | 893  | 1 381 | 3 691 | 5 414 | 6 132 | 6 017 | 7 624 |

| 1962   | 1968   | 1975   | 1982   | 1990   | 1999   | 2006   | 2011   | 2016   |
| ------ | ------ | ------ | ------ | ------ | ------ | ------ | ------ | ------ |
| 17 637 | 30 197 | 26 104 | 23 766 | 21 646 | 20 470 | 21 197 | 21 312 | 23 378 |

| 2021   | 2022   | - | - | - | - | - | - | - |
| ------ | ------ | - | - | - | - | - | - | - |
| 24 482 | 24 488 | - | - | - | - | - | - | - |

### Manifestations et festivités
La municipalité d'Orly organise des commémorations des 11-Novembre et 8-Mai avec les élèves des collèges d'Orly. Un club Histoire a été créé pour lire et chanter des chansons rappelant le sacrifice des Orlysiens lors des deux guerres mondiales : par exemple la chanson de Craonne.

### Sports et loisirs
L'AS Orly est le club sportif local.
Depuis juillet 2018, les centres de formation et d’entraînement du Paris Football Club sont situés sur la commune dans le complexe de la Voie des Saules, avec le projet de s'agrandir sue les espaces du parc du Grand-Godet à Villeneuve-le-Roi.

### Cultes
Catholique (diocèse de Créteil)
- Église Saint-Germain d'Orly, place du Général-Leclerc.
- Chapelle Sainte-Claire, 3 avenue de la Victoire.
- Chapelle de l'aéroport d'Orly, terminal Sud.

Musulman
- Mosquée de la rue Elsa-Triolet.
- Mosquée de l'association socio-culturelle et cultuelle des musulmans d'Orly, vaste mosquée construite en 2002, 9 avenue Marcel-Cachin.
- Mosquée de l'aéroport d'Orly, terminal Sud.

## Culture locale et patrimoine

### Lieux et monuments
- L'église Saint-Germain est le plus vieil édifice de la commune puisqu’elle date du XIIe ou du XIe siècle selon certains historiens. Elle se situe sur la place du Maréchal-Leclerc dans le quartier du Vieil-Orly. Sa partie la plus ancienne est la tour carrée du clocher. Détruite en 1360, pendant la guerre de Cent Ans, elle a été en partie restaurée durant le XIXe siècle. Pour permettre une meilleure évacuation de la pluie, la pente avait été accentuée ce qui avait conduit à réduire d'un tiers les vitraux du haut de l'édifice. Après de nouveaux travaux ces dernières années, elle a retrouvé son aspect d'origine, grâce à Jean-Pierre Jeusset, né à Orly, responsable chez « Les Charpentiers de Paris »[48] et Philippe Loup, Orlysien d’adoption, maître verrier : le premier lui a rendu son toit formé de sept chapelles, le second, grâce à ses vitraux, lui a redonné de la lumière.
- Le château d'Orly, dessiné par Robert de Cotte au XVIIe siècle, propriété du président d'Ormesson, est de nos jours entièrement détruit.

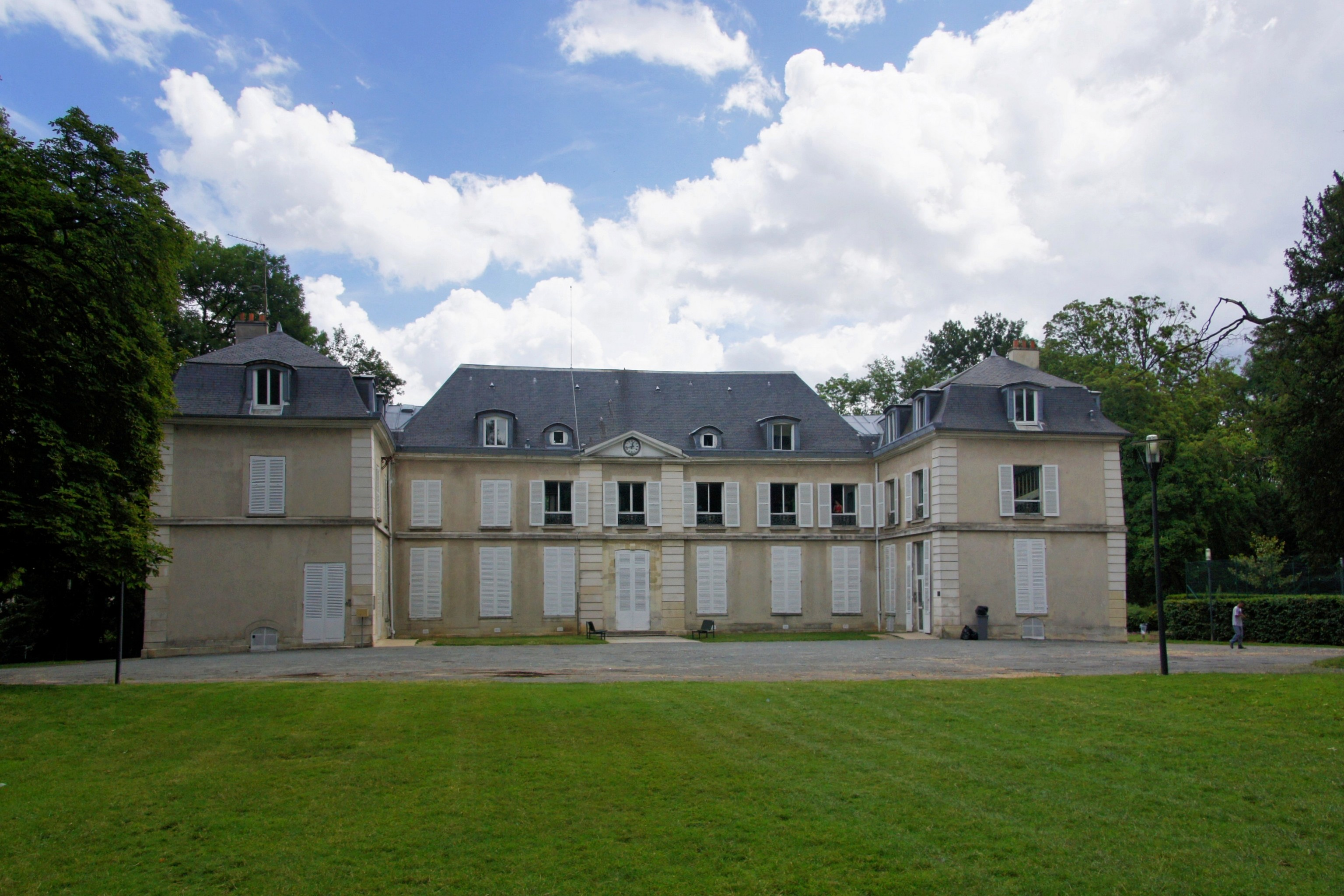
Le château Guérin.

- Le château Guérin, qui appartenait en 1896 à Auguste Louis Guérin, maire d’Orly. Une société d’entraide aux artistes en fut propriétaire et Georges Méliès, pionnier du cinéma, y séjourna. De nos jours, le parc et le château appartiennent à la commune qui en a fait l’acquisition le 31 décembre 1946 et y a établi sa mairie de 1949 à 1996. Son étang est alimenté par les sources du plateau de Rungis et l'ancien verger est devenu un stade[49].
Depuis 1999, le château abrite l'école Georges-Méliès créée par Franck Petitta son directeur général, qui forme des réalisateurs de films d'animation traditionnelle et numérique, ainsi que des truqueurs d'effets visuels. Dans la lignée du pionnier Georges Méliès, son savoir-faire de tradition perdure avec cette jeune génération d'artisans de l'image animée.
- Le hameau de Grignon s’étend sur les communes de Thiais et d’Orly. Son château, situé 110 avenue Paul-Vaillant-Couturier, figure sur la carte des chasses. Son jardin est devenu un parc à l’anglaise, avec une rivière, des allées sinueuses et des serres luxueuses. Le domaine est maintenant la propriété de la Fondation d’Auteuil.
- La mairie conserve deux sculptures de Philippe Loup, maître verrier, réalisées à partir des anciens vitraux de l’église en les insérant dans une couche de résine.
- En 1986, Olivier Agid réalise L’Oiseau Pylône, une œuvre monumentale à partir de pylônes électriques[50].
- Une statue en bronze d'Henri-Louis Cordier, Lion rugissant, a été volée le 26 novembre 2012[51].

### Orly dans les arts et la culture

#### Orly dans la chanson
- Dimanche à Orly, de Gilbert Bécaud (1963).
- Minuit Orly, de Jeanne Moreau (1966).
- Adieu jolie Candy, de Jean-François Michaël (1969).
- Orly, de The Guess Who (1973), dans l'album Artificial Paradise (en).
- Orly, de Jacques Brel (1977), dans l'album Les Marquises.
- Orly est un groupe de musique français. Prix « Georges Brassens » de la chanson française en 2017[52]. 1er prix du concours POP Chanson Francophone 2019[53]. Composé du chanteur Samuel Veyrat, et des musiciens Ian Zielinski (Piano) et Xavier Bussy (Saxophone, clarinettes, mélodica, glockenspiel)[54].
- De Hawaii à Orly de Bruno Blum (2017), dans l'album Nuage d'Éthiopie.

#### Orly au cinéma
- Orly, d'Angela Schanelec (2010).

### Personnalités liées à la commune

#### Morts à Orly
- Pierre Thouvenot (1757-1817), général des armées de la Révolution et de l'Empire.
- Mademoiselle Fleury (1766-1818), actrice.
- Armand Guillaumin (1841-1927), peintre, mort au château de Grignon.
- Georges Méliès (1861-1938), cinéaste, mort au château d'Orly, devenu un conservatoire.

#### Autres
- Maryse Bastié (1898-1952), aviatrice, dont l'école « Maryse-Bastié-Aviation ».
- Jean-Pierre Beltoise, (1937-2015), pilote automobile, ses grands parents habitaient à Orly.
- Dry (né en 1977), rappeur, membre d'Intouchable et de la Mafia K'1 Fry.
- Karlito (né au XXe siècle), rappeur, membre de la Mafia K'1 Fry, né à Orly.
- Manu Key (né en 1971), rappeur, ancien membre du groupe Différent Teep et actuellement membre de la Mafia K'1 Fry, né à Orly.
- Farid Khider (né en 1973), humoriste, acteur et boxeur franco-algérien.
- Teddy Corona (né en 1977), rappeur, ancien membre du groupe Ideal J et actuellement membre de la Mafia K'1 Fry.
- Kery James (né en 1977), rappeur, ancien membre du groupe Ideal J et actuellement membre de la Mafia K'1 Fry.
- Seydina Balde (né en 1977), acteur de cinéma et de télévision, champion du monde de karaté.
- Wissam El Bekri (né en 1984), footballeur.

### Héraldique, logotype et devise

Logotype d'Orly.

| Blason de Orly | Blason  | D'azur au chevron d'argent chargé de cinq avions de sable, le tout enfermé dans un orle d'or.                                                                                                 |
| Blason de Orly | Détails | L'orle est un exemple typique d'armes parlantes. Les cinq avions indiquent l'importance de l'aéroport situé sur le territoire de la commune. Le statut officiel du blason reste à déterminer. |